# Schneider vs. Bax
A Schneider vs. Bax 2015-ben bemutatott holland–belga film, amelyet Alex van Warmerdam rendezett írt és a zenéjét szerezte.
A producere Marc van Warmerdam. A főszerepekben Tom Dewispelaere, Alex van Warmerdam, Maria Kraakman, Annet Malherbe és Gene Bervoets láthatók. A film gyártója a Graniet Film BV, forgalmazója a Cinéart. Műfaja filmvígjáték. 
Hollandiában 2015. május 28-án mutatták be a mozikban. Magyarországon 2016. december 11-én a Cinemax mutatta be.

## Szereplők
| Szereplő | Színész             | Magyar hang       |
| --- | ------------------- | ----------------- |
| Schneider | Tom Dewispelaere    | Rajkai Zoltán     |
| Ramon Bax | Alex van Warmerdam  | Epres Attila      |
| Francisca | Maria Kraakman      | Solecki Janka     |
| Gina | Annet Malherbe      | Ősi Ildikó        |
| Mertens | Gene Bervoets       | Csuha Lajos       |
| Nadine | Eva van de Wijdeven | Nemes Takách Kata |
| Bolek | Pierre Bokma        | Koncz István      |
| Gerard | Henri Garcin        | Kertész Péter     |
| Lucy | Loes Haverkort      | Mohácsi Nóra      |
| Loetje | Ali Zijlstra        | Tamási Nikolett   |
| További magyar hangok                                                                                          |                     |                   |
| Azurák Hanna, Bárány Virág, Farkas Zita, Koczka Janka, Kövesdi Gábor, Martin Adél, Suhajda Dániel, Sütő András |                     |                   |